# Národní památník Johnstownské potopy
Národní památník Johnstownské potopy připomíná více než 2 200 lidí, kteří zahynuli při povodni v městě Johnstown v Pensylvánii 31. května 1889 v důsledku protržení přehrady South Fork. Památník leží asi 16 km severovýchodně od Johnstownu. Památník chrání zbytky přehrady a části bývalého dna jezera Conemaugh, spolu s farmou Eliase Ungera a klubovnou rybářského a mysliveckého klubu South Fork Fishing and Hunting Club, která vlastnila přehradu a přehradní nádrž. Kongres Spojených států dedikoval památník 31. srpna 1964.

## Galerie

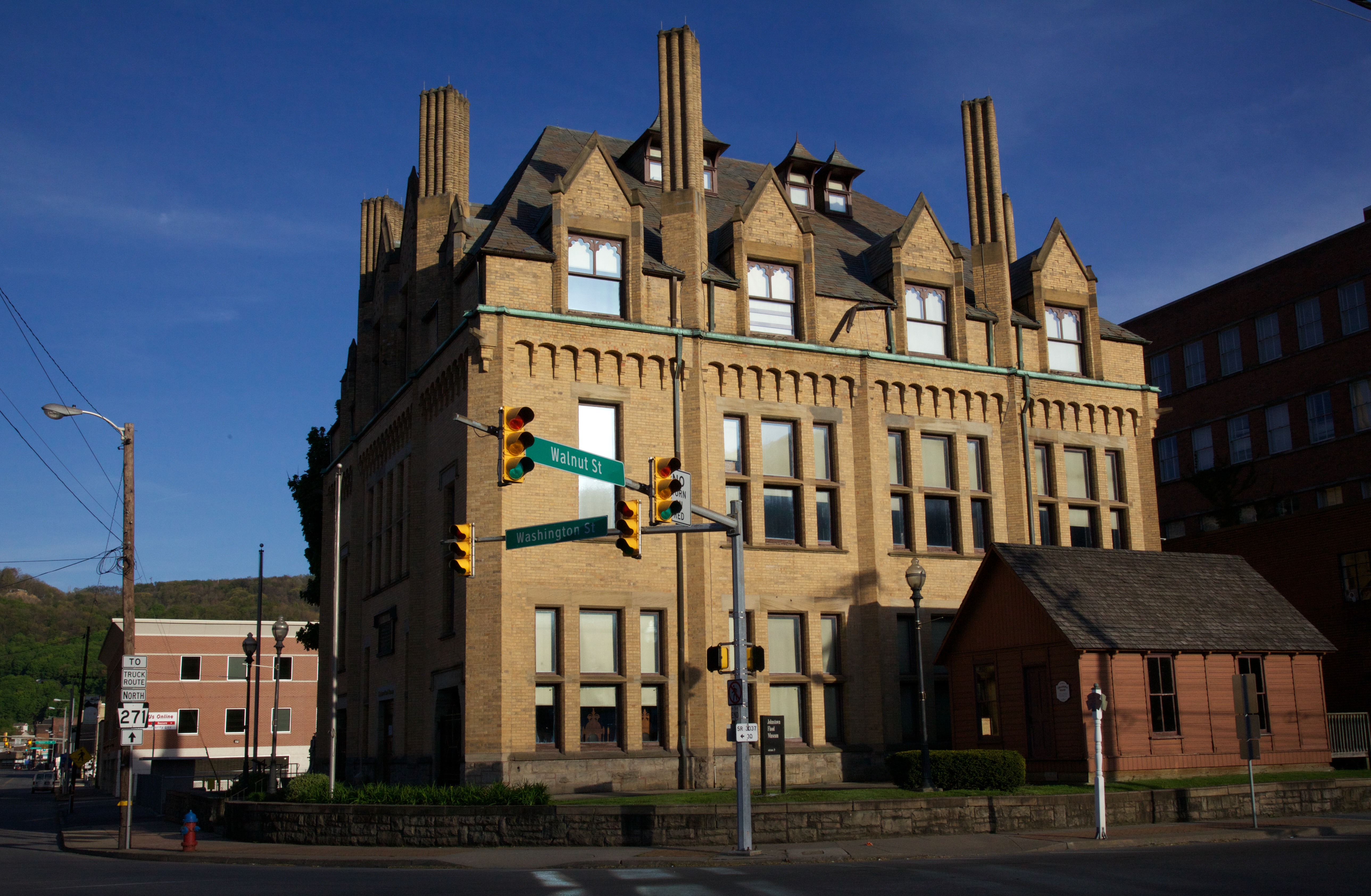
Muzeum povodně v Johnstownu
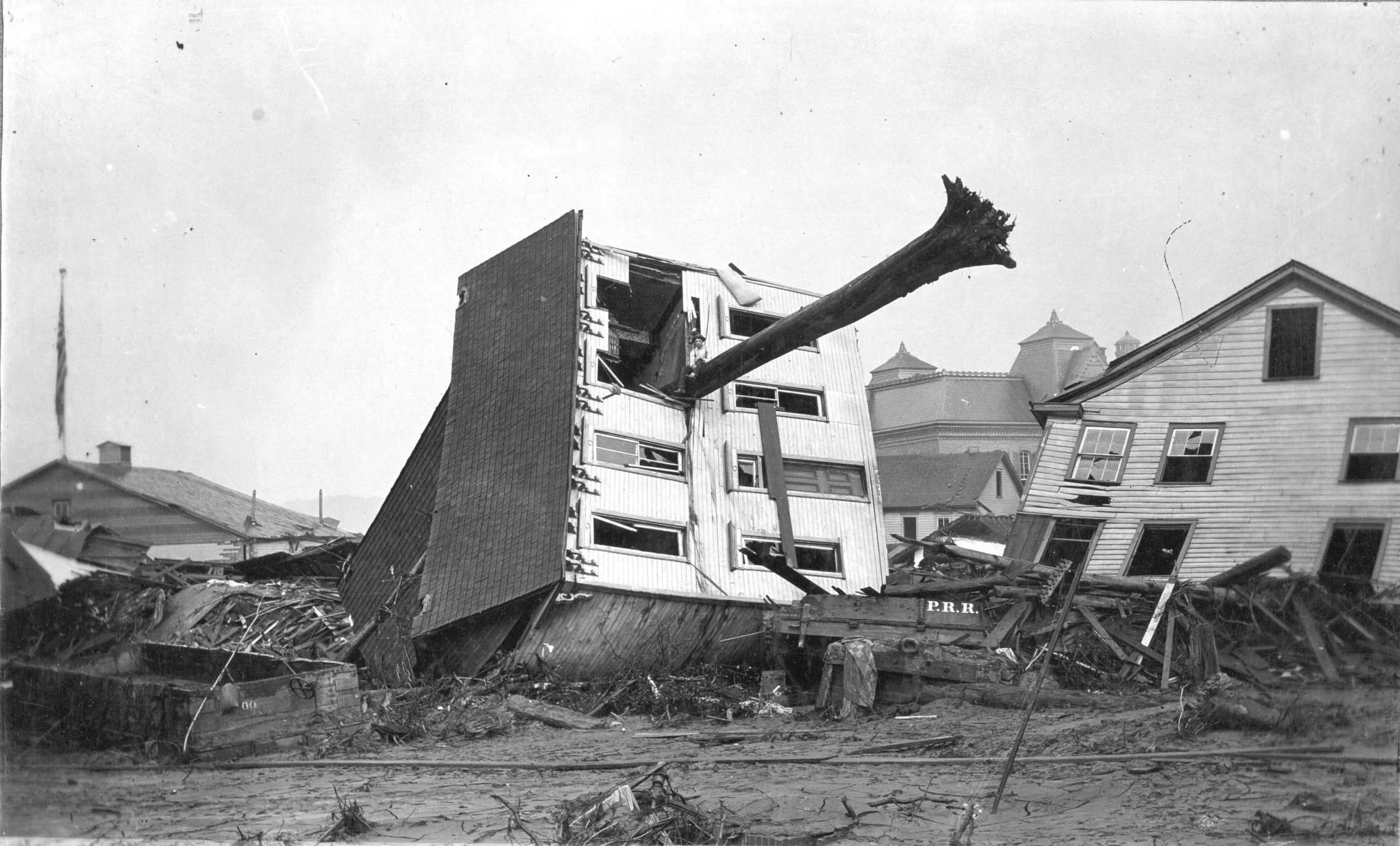
Domy v Johnstownu po povodni
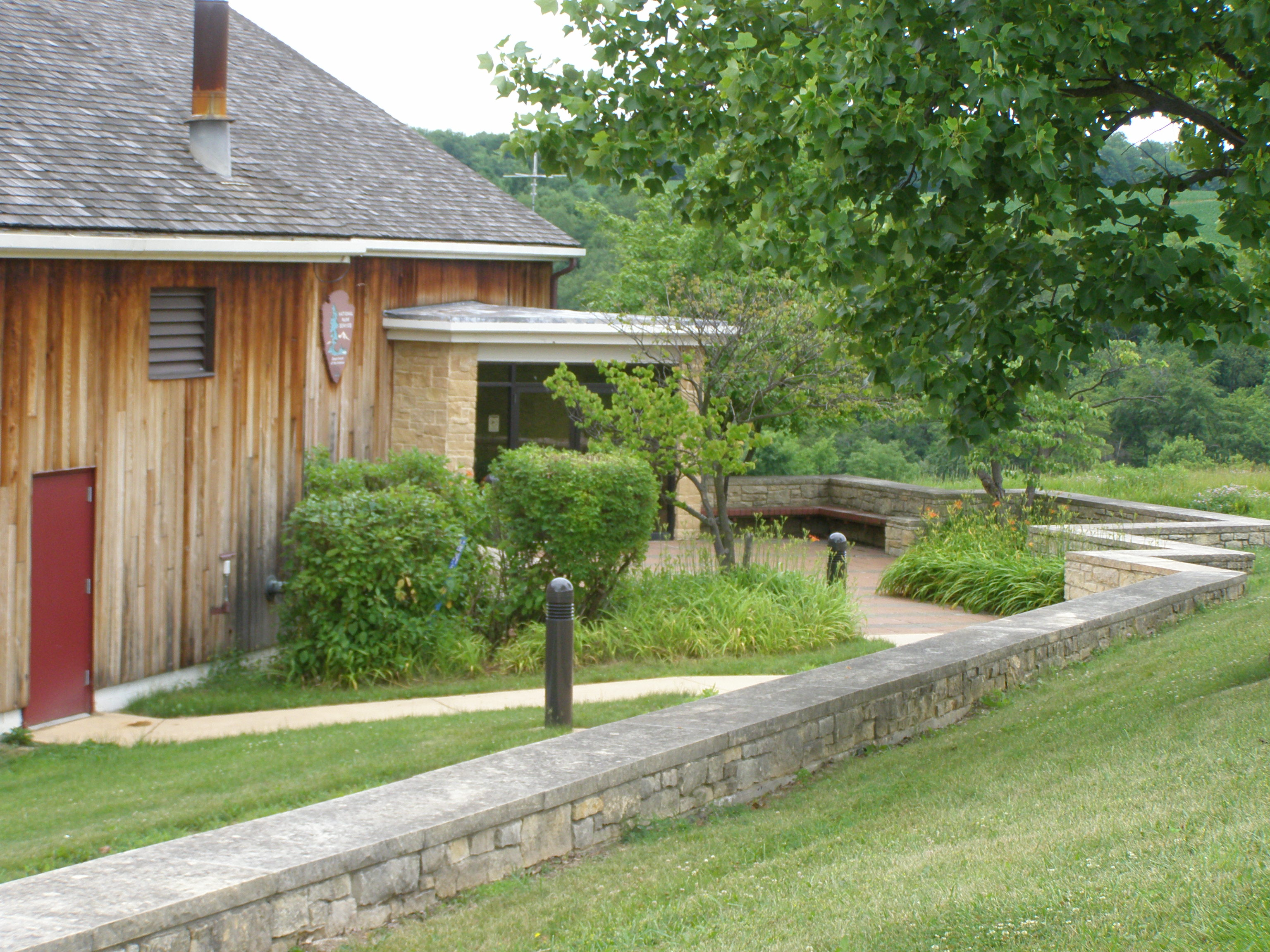
Návštěvnické centrum
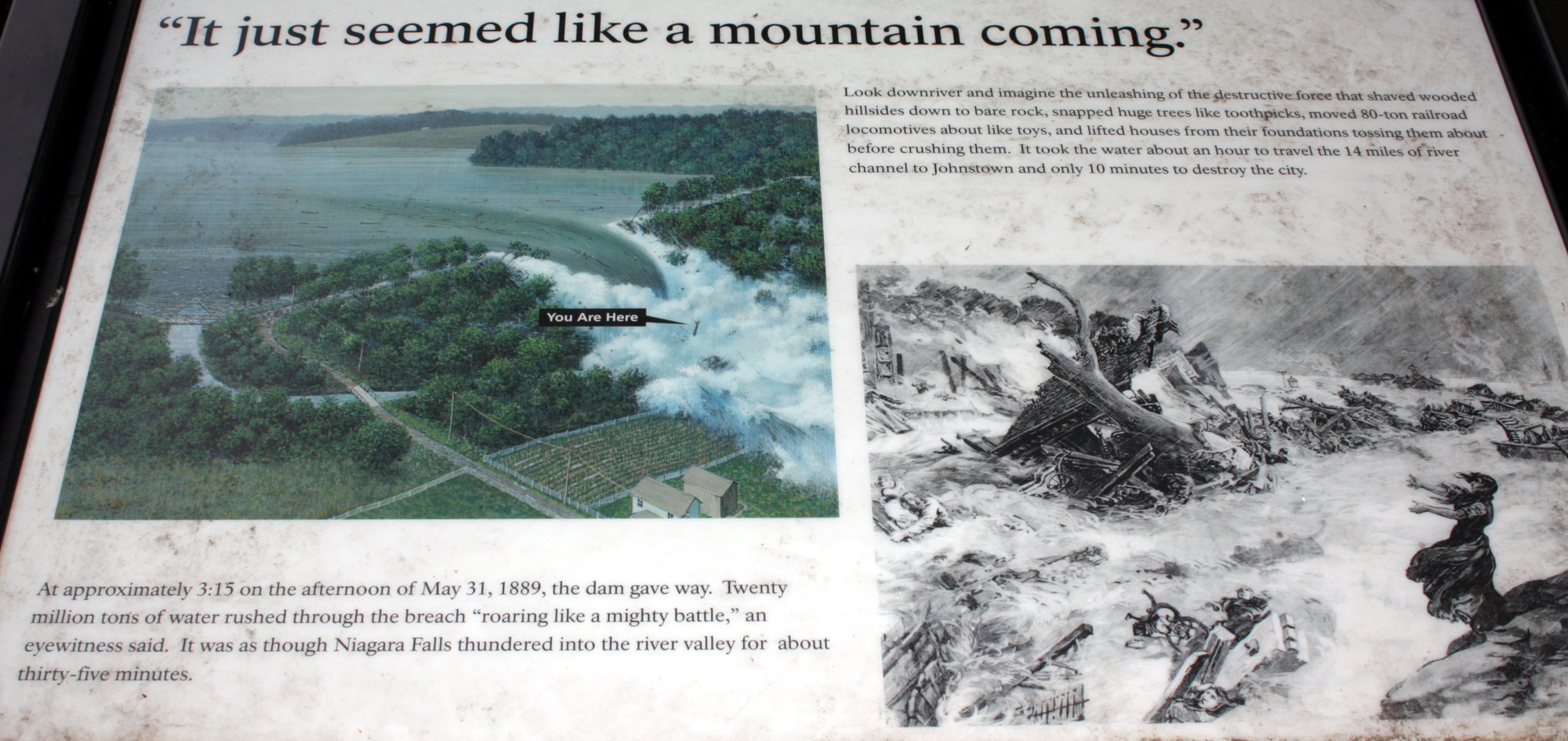
Informační tabule výstavy
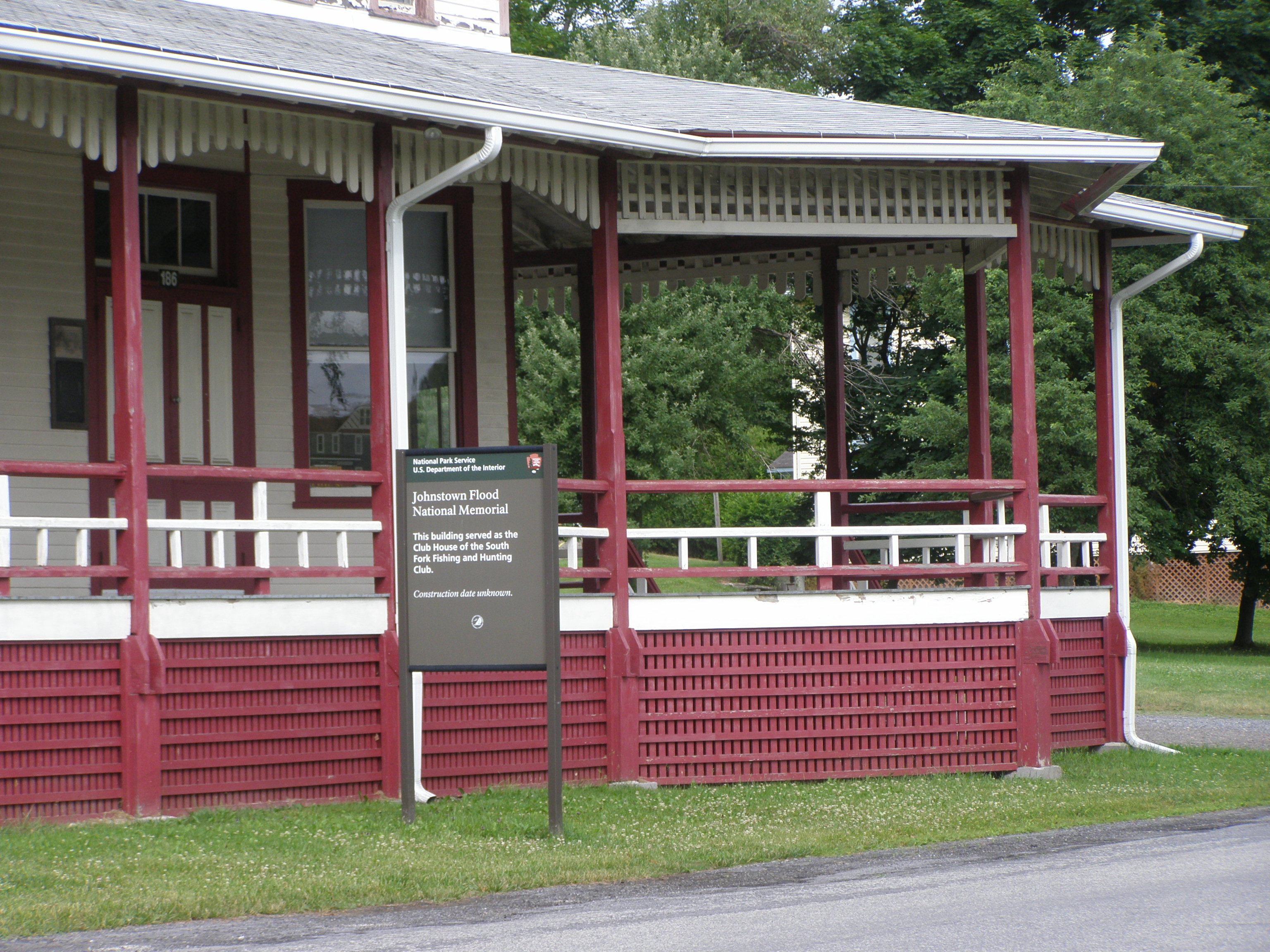
Budova, jež sloužila klubu
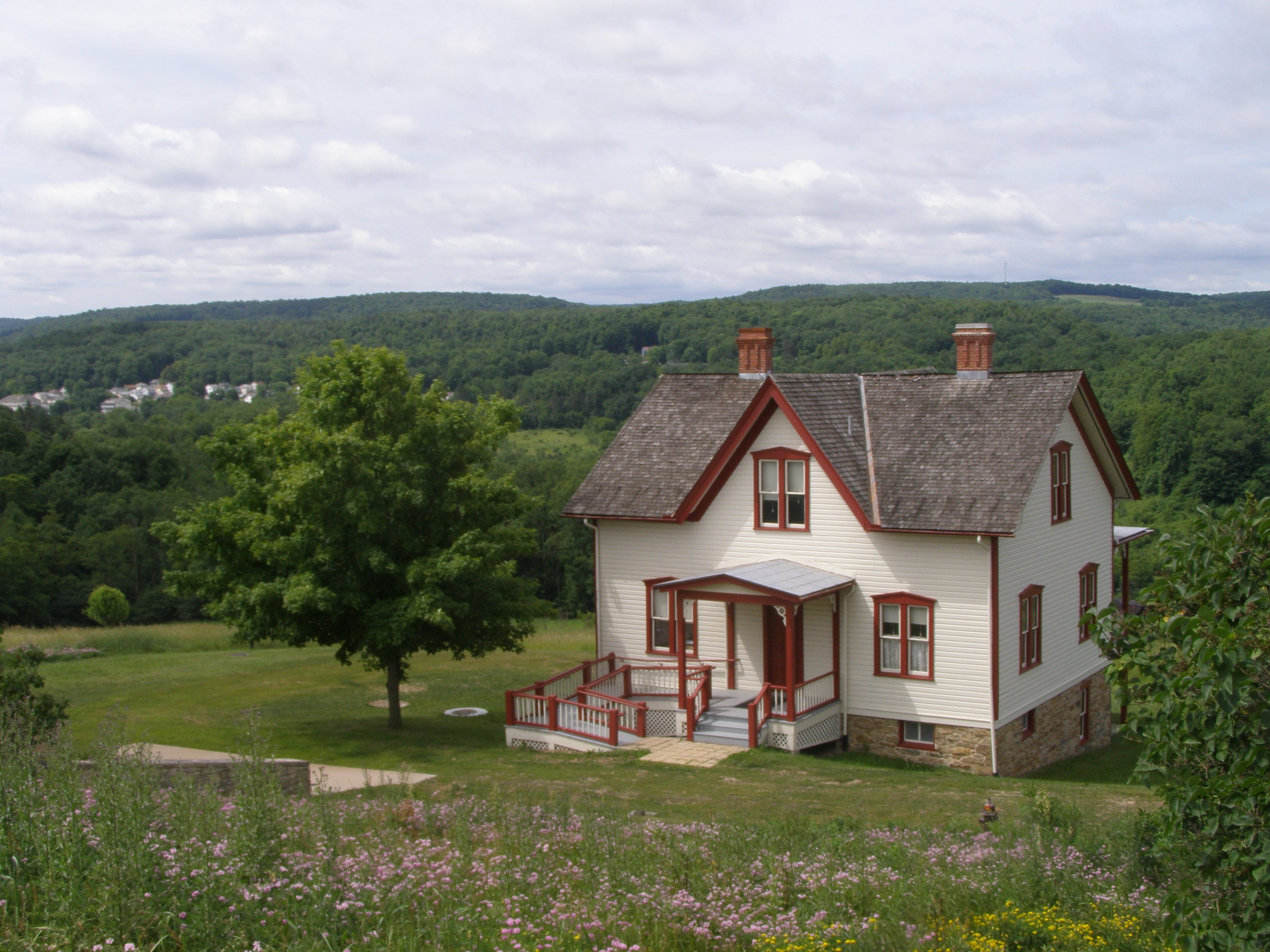
Dům Eliase Ungera

## Další informace
- Johnstownská potopa
- Katastrofa přehrady Vajont